# Culicoides crescentris
Culicoides crescentris är en tvåvingeart som beskrevs av Wirth och Blanton 1959. Culicoides crescentris ingår i släktet Culicoides och familjen svidknott. Inga underarter finns listade i Catalogue of Life.